# Сейсилл ап Клидог
Сейсилл (валл. Seisyll; 665—730) — король Кередигиона (до 720 года), затем первый король Сейсиллуга (720—740).

## Биография
Сейсилл был сыном и наследником короля Кередигиона Клидога ап Артлуиса.
В 720 году он напал на соседний Дивед и завоевал значительную его часть, называемую Истрад-Тиви (по другой версии, всего-лишь часть этого региона). Образовавшееся государство, превышавшее Кередигион в размерах примерно вдвое, в честь Сейсилла впоследствии получило название Сейсиллуг. Но поздние историки указывают, что это имя можно найти в более поздних средневековых документах и что королевство упоминается в нескольких современных источниках.
В 740 году Сейсилл умер и королём Сейсиллуга стал его сын Артен, который правил вплоть до своей смерти - 807 год.